# Montreuil-le-Henri
 Montreuil-le-Henri  es una población y comuna francesa, situada en la región de Países del Loira, departamento de Sarthe, en el distrito de La Flèche y cantón de Le Grand-Lucé.

## Demografía
| 450 | 401 | 323 | 283 | 244 | 232 |
| Para los censos de 1962 a 1999 la población legal corresponde a la población sin duplicidades (Fuente: INSEE [Consultar]) |     |     |     |     |     |